# John G. Adolfi
Pour les articles homonymes, voir Adolfi.
John G. Adolfi est un réalisateur, acteur et scénariste américain, né à New York le 19 février 1888, mort d'une hémorragie intracérébrale sur la Canoe (Colombie-Britannique, Canada) le 11 mai 1933.

## Filmographie partielle

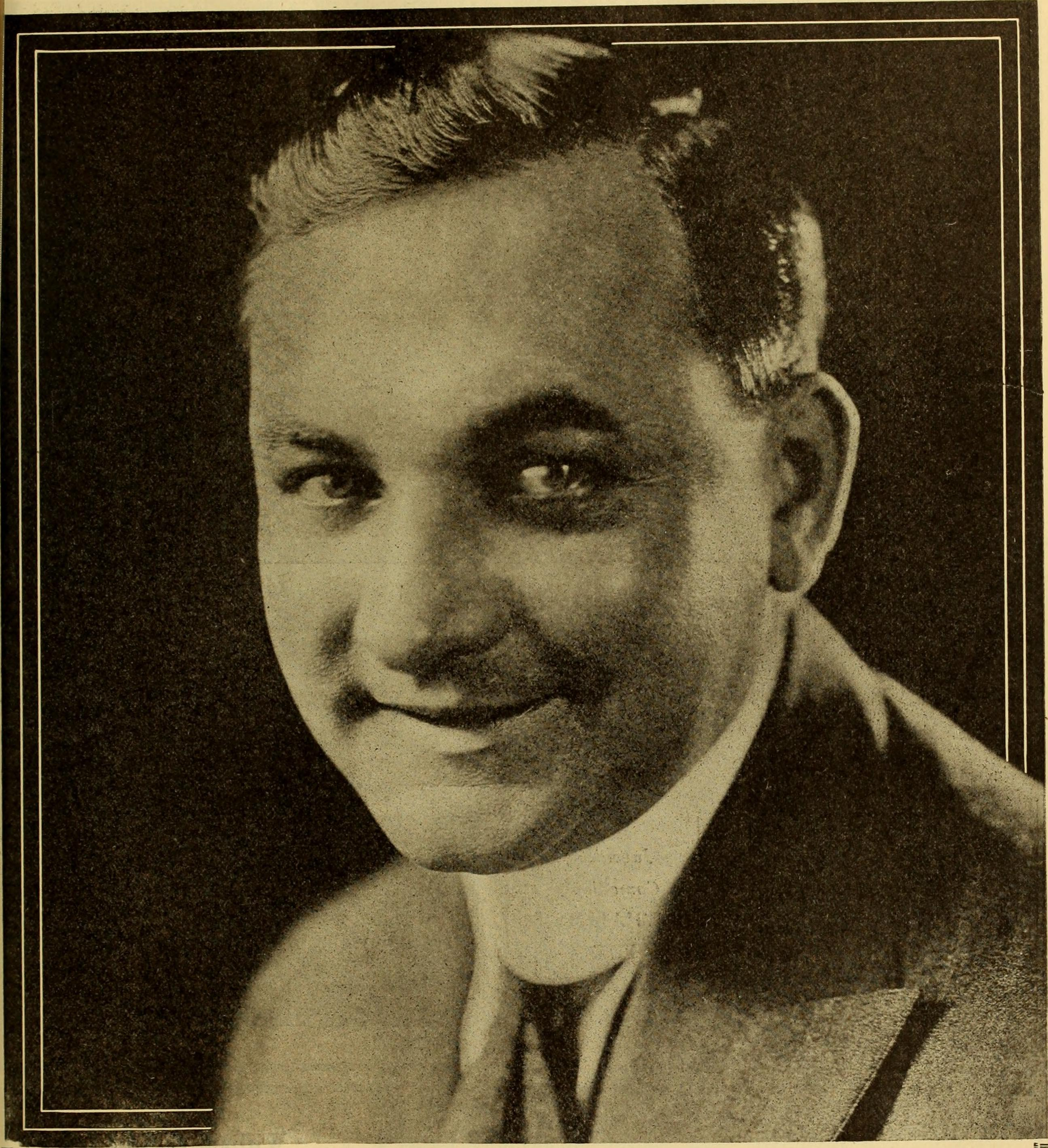
John G. Adolfi en 1916.

### Comme réalisateur
- 1913 : Through the Sluice Gates (en)
- 1913 : Always Together
- 1914 : Texas Bill's Last Ride
- 1914 : A Diamond in the Rough
- 1914 : The Wheels of Destiny
- 1914 : The Stolen Radium
- 1914 : A Pair of Cuffs
- 1914 : The Horse Wrangler
- 1914 : The Burden
- 1914 : Blue Pete's Escape
- 1914 : McCarn Plays Fate
- 1914 : Through the Dark
- 1914 : Turned Back
- 1916 : Merely Mary Ann
- 1916 : La Clef des champs (The Ragged Princess)
- 1916 : Little Miss Happiness (en)
- 1916 : La Fleur enchantée (en) (Caprice of the Mountains)
- 1917 : La Ruse et l'Amour (Patsy)
- 1917 : La Sauvageonne (en) (A Child of the Wild)
- 1917 : Cendrillonnette (en) (A Modern Cinderella)
- 1917 : Le Rêve et la Vie (en) (The Small Town Girl)
- 1918 : The Woman the Germans Shot
- 1918 : The Burden of Proof
- 1918 : La Reine de la mer (Queen of the Sea)
- 1922 : The Darling of the Rich
- 1925 : The Scarlet West
- 1925 : Big Pal
- 1925 : The Phantom Express
- 1927 : Husband Hunters
- 1928 : Taxi de minuit (The Midnight Taxi)
- 1929 : Fancy Baggage
- 1929 : Evidence (en)
- 1929 : The Show of Shows
- 1930 : Sinners' Holiday
- 1931 : Le Millionnaire (The Millionaire)
- 1932 : L'Homme qui jouait à être Dieu (The Man Who Played God)
- 1932 : Nuit d'aventures (Central Park)
- 1932 : A Successful Calamity (en)
- 1933 : Le Roi de la chaussure (The Working Man)
- 1933 : Voltaire

### comme acteur
- 1908 : The Fight for Freedom de D. W. Griffith et Wallace McCutcheon Jr.